# Американская психиатрическая ассоциация
Американская психиатрическая ассоциация, сокр. АПА (англ. American Psychiatric Association, APA) — профессиональное объединение психиатров из США и других стран мира, всего около 36 тыс. членов. Кандидат в члены АПА должен иметь действующую лицензию на медицинскую практику (за исключением студентов и граждан США), а также предоставить рекомендацию одного действительного члена АПА. Обязательным условием вступления является прохождение дополнительной образовательной программы по психиатрии, аккредитованной одной из следующих организаций: «Residency Review Committee for Psychiatry of the Accreditation Council for Graduate Medical Education» (ACGME), «Royal College of Physicians and Surgeons of Canada» (RCPS(C)) или «American Osteopathic Association» (AOA).
Существует также Американская психологическая ассоциация (англ. American Psychological Association), использующая то же самое сокращение АПА (APA). Их иногда ошибочно принимают одну за другую.

## Цели и задачи организации
Согласно официальному сайту Ассоциации, она преследует следующие цели:
- наилучшие стандарты клинической практики;
- наивысшие этические стандарты профессионального поведения;
- профилактика, уход и чуткость к пациентам, а также сочувствие их семьям;
- выбор метода лечения в интересах пациента;
- научно обоснованные принципы лечения;
- защита пациентов;
- лидерство;
- профессиональное обучение на протяжении всей жизни;
- коллегиальная поддержка;
- уважение разносторонних точек зрения и плюрализм внутри психиатрии и ассоциации;
- уважение к другим медикам-профессионалам.

Существование Ассоциации призвано решать следующие задачи:
- продвигать уход высшего качества для лиц с психическими расстройствами и для их семей (включая задержку умственного развития и расстройства, связанные с употреблением наркотических веществ);
- продвигать психиатрическое образование и исследования;
- развивать и представлять психиатрию как профессиональную деятельность;
- служить профессиональным целям своих членов.

## Основные направления деятельности
Регулярно организует медицинские конгрессы, издаёт журнал «The American Journal of Psychiatry». Ведёт разработку «Справочника по диагностике и статистике психических расстройств».
Имеет несколько подразделений, поддерживающих психиатрию как профессиональную деятельность, а также занимающихся вопросами ухода за пациентами:
- APIRE (англ.) (Американский психиатрический институт по исследованиям и образованию) — основан в 1998 году, ведёт основные научные разработки по психиатрии;
- APF (англ.) (Американский психиатрический фонд) — благотворительный и образовательный филиал АПА, нацеленный на вопросы информирования населения о серьёзности психических заболеваний и возможности их излечения;
- APPI (англ.) (Издательство американской психиатрии) — публикует книги, журналы и мультимедийные материалы по психиатрии, психическому здоровью и изучению поведения человека (бихевиоризму);
- APAPAC (Комитет политических действий АПА) — политическое средство членов АПА для поддержки кандидатов в Конгресс, озабоченных вопросами психического здоровья населения.

## История организации
В 1844 году основан «Союз директоров психиатрических клиник», в 1891 году он был переименован в «Американская Медико-психологическая Ассоциация». С 1921 года — современное название.
В 1844 году также выходит первый номер журнала «Американский журнал по умопомешательству» («American Journal of Insanity»), позднее переименованный в «Американский психиатрический журнал» («American Journal of Psychiatry»).
В 1845 году АПА пригласила в свой состав канадских психиатров. В 1953 году в состав АПА вошли представители из Мексики, Центральной Америки и Карибских островов.
В 1928 году начался выпуск «Диагностического и статистического руководства по психическим расстройствам» («Diagnostic and Statistical Manual of mental disorders», «DSM»).
5 мая 1941 года ежегодный съезд АПА вынес постановление об образовании постоянного «Комитета по истории психиатрии». В 1970 году комитет был переименован в «Комиссию по истории». В 1978 году комиссия сменила название на «Комитет по истории, библиотекам и музеям».
В 1946 году активистами АПА образована «Группа развития психиатрии» («Advancement of Psychiatry», GAP). Многие из этих активистов являлись психиатрами, вернувшимися со Второй мировой войны и настаивавшими на новых направлениях развития АПА.
В 1949 году АПА спонсировала первый созыв «Общества психиатрических клиник» («Mental Hospital Institute»), ставшего ежегодным и известным позднее как «Ассоциация клинической и общественной психиатрии» («Institute on Hospital and Community Psychiatry»).
В 1973 году АПА исключила гомосексуальность из второго издания справочника DSM-II. С тех пор однополое влечение перестало в США квалифицироваться как психическое расстройство.

## Депатологизация гомосексуальности
Решение АПА 1973 года об исключении гомосексуальности из второго издания справочника DSM-II разделило сообщество американских психиатров на две непримиримых группы. Труды психоаналитиков оппозиционной группы Чарльза Сокарайдеса и Ирвинга Бибера рассматривали гомосексуальность как психопатологию и изучали только пациентов клиник, не принимая во внимание гомосексуалов, не страдающих от своего влечения и не имеющих иных психических отклонений. Изыскания этих учёных впоследствии стали использоваться в качестве научного базиса для формирования антигомосексуального движения. Эти психоаналитики составили меньшинство по сравнению со второй группой психиатров, которая признала, что гомосексуальность не является заболеванием психики. Из-за такого разделения в среде психиатров исторические обстоятельства принятия решения о корректировке справочника освещаются по-разному.
15 декабря 1973 года было проведено голосование в президиуме АПА. Из 15 его членов 13 высказались за исключение гомосексуальности из списка заболеваний. Ряд специалистов собрали необходимые 200 подписей для проведения референдума по данному вопросу. Голосование состоялось в апреле 1974 года. Из немногим более 10 тыс. бюллетеней 5854 подтвердили решение президиума, а 3810 не признали его. В результате термин «гомосексуальность» заменил первоначальное понятие «нарушение сексуальной ориентации».

### Мнение оппозиции
В часто цитируемой членами антигомосексуального движения книге бывшего члена АПА Джефри Сатиновера «Гомосексуальность и политика правды» (1996) утверждается следующее: голосование АПА за «нормализацию» гомосексуальности было продиктовано политикой, а не наукой. Автор утверждает, что никаких клинических и научных аргументов для изменения оценки не было и что со стороны радикальных активистов-гомосексуалистов было предпринято давление на ассоциацию, которые, угрожая беспорядками, обвинили психиатров в дискриминации, но не в научной неточности.
В 1978 году был проведен опрос среди 10 000 американских психиатров, являющихся членами данной ассоциации. 68 % из первых 2,5 тысяч заполнивших и вернувших анкету врачей по-прежнему считали гомосексуальность патологической адаптацией, 18 % так не считали, и 13 % были не уверены.

### Мнение Ассоциации
В свою очередь члены движения за права сексуальных меньшинств цитируют другую книгу «Гомосексуальность и американская психиатрия: политика диагноза» (1981) под авторством проф. Рональда Байера. В ней отражены следующие факты:
- ключевой научной работой для решения вопроса стало исследование Эвелин Хукер 1957 года, которая сравнивала группы адаптированных в обществе гомосексуалов и гетеросексуалов. Она обнаружила, что в психическом состоянии обеих групп не удается обнаружить значительной разницы;
- в марте 1973 года, за 9 месяцев до исторического решения АПА, региональное отделение АПА в штате Новая Англия выпустило резолюцию, призывающую удалить гомосексуальность из DSM-II. Спустя некоторое время эта резолюция была одобрена всем региональным советом АПА 1, включая всю Новую Англию, Квебек и Онтарио;
- в апреле 1974 года, уже после принятия поправки, членам АПА по требованию Чарльза Сокарайдеса были разосланы бюллетени для повторного голосования. Из участвовавших в голосовании только 37 % высказались против устранения гомосексуальности из DSM-II. Таким образом, сообщество психиатров дважды путём голосования подтвердило необходимость корректировки справочника.

Сторонники антигомосексуального движения также говорят о том, что данное решение АПА фактически «нормализовало» гомосексуальность в глазах психиатров. Однако в своем официальном обосновании решения АПА доктор медицинских наук Роберт Спитцер официально отмежевался от каких-либо политических заявлений об объявлении гомосексуальности «нормальной». В его заявлении говорится: «Исключая гомосексуальность из номенклатуры заболеваний мы лишь утверждаем, что сама по себе она не отвечает критериям для признания её нарушением психики. Мы ни в коем случае не присоединяемся ни к каким конкретным точкам зрения об этичности или желательности гомосексуального поведения».